# Ratpenat de ferradura maendeleo
El ratpenat de ferradura maendeleo (Rhinolophus maendeleo) és una espècie de ratpenat de la família dels rinolòfids. Viu a Tanzània. El seu hàbitat natural són els hàbitats forestals. No hi ha cap amenaça significativa coneguda per a la supervivència d'aquesta espècie. El seu nom específic significa ‘progrés’ en swahili i es refereix als avenços en el coneixement dels ratpenats tanzans.